# Svatopluk Havelka
Svatopluk Havelka (født 2. maj 1925 i Vrbice - død 24. februar 2009 i Prag, Tjekkiet) var en tjekkisk komponist.
Havelka studerede komposition privat hos Karel Boleslav Jirak (1945-1947).
Han er mest kendt som komponist til omkring 200 film. Han hører også til de vigtige komponister af klassisk musik fra Tjekkiet.
Han har skrevet en symfoni, orkesterværker, balletmusik, kammermusik, vokalmusik, Korværker etc.
Havelka blandede folkloren med klassisk teknik i sine kompositioner. Han var inspireret af bl.a. Bohuslav Martinu.

## Udvalgte værker
- Symfoni (1956) - for orkester
- "Pyrrhos" (1970) (Symfoni ballet) - for orkester
- "Percussionata" (1978) - for slagtøj
- "Nattemusik" (1944) - for orkester
- "Alibi" (1959) - filmmusik
- "Sagen Lupinek" (1960) - filmmusik